# Aleksandr Surin
Aleksandr Surin (russisk: Алекса́ндр Влади́мирович Сурин) (født 10. december 1939 i Moskva i Sovjetunionen, død 13. november 2015 i Moskva i Rusland) var en sovjetisk filminstruktør, manuskriptforfatter og skuespiller.

## Filmografi
- Territorija (Территория, 1978)[1][2]
- Sasjka (Сашка, 1981)
- Altid nr. 2 (Возвращение с орбиты, 1983)